# Festival Cruïlla Barcelona
El Festival Cruïlla es un festival de música que se celebra en el mes de julio en Barcelona. Ofrece un cóctel de estilos, culturas y sensaciones que traen artistas de todas las tallas y sensibilidades, liberando su energía sobre los escenarios. 
La edición del 2020 del Festival Cruïlla se celebró los días 2, 3, 4 de julio en el Parc del Fòrum de Barcelona. Medios y agentes turísticos la recomendaron a los visitantes de la ciudad.

## Historia
- 2005: se inicia en Mataró como ciclo de conciertos.
- 2008: se traslada a Barcelona como festival urbano de referencia. Al crecer, se convierte en un gran festival de música sin fronteras.
- 2010: pasa a durar dos días.
- 2011: 11.000 asistentes.
- 2012: 22.000 asistentes.
- 2013: Edición especial We are Music para abrirlo al público internacional.[2] 31.000 asistentes.[3]
- 2014: Pasa a durar 3 días, siendo el domingo una jornada pensada para el público familiar. Termina el festival con 42.000 asistentes.
- 2015: 46.000 asistentes. El Cruïlla se convierte en el primer festival del mundo Full Cashless con PayPal, la pulsera inteligente permite al asistente, a través de su pulsera, consumir en las barras y Food Trucks, comprar merchandising,... Recibe el reconocimiento de Festival con Mejor Producción en los Premios Fest.
- 2016: 47.000 asistentes. El Cruïlla sigue creciendo tanto en número de asistentes como en la calidad de los servicios que ofrece. La aplicación de la tecnología, en beneficio de los asistentes, hace que el festival reciba el reconocimiento del sector de la industria musical.
- 2017: 57.000 asistentes. El Cruïlla hace Sold Out en abonos y entradas para el viernes. El Cruïlla sigue ofreciendo una programación ecléctica, con artistas de primer nivel y el uso de la tecnología (pulseras cashless, big data) para ofrecer una mayor experiencia al asistente.
- 2018: 57.000 asistentes. El Cruïlla sigue aumentando su oferta extramusical con la incorporación de actividades artísticas y de ocio coordinadas por White Summer, muestras de cultura popular con el Aquelarre de Cervera, la actuación de La Fura dels Baus... La programación musical sigue siendo de primer nivel con grandes artistas internacionales, nacionales y locales.
- 2019: 77.000 asistentes. El Festival Cruïlla probará la tecnología 5G aplicada a la realidad virtual a través de una experiencia inmersiva 360°.[4] El Festival incorpora el escenario Cruïlla Comedy y el Cruïlla Talks.

## Festival Cruïlla Barcelona
El cartel del Festival Cruïlla Barcelona es ecléctico, homogéneo, mezcla estilos diferentes sin prejuicios, idea de la que surge su nombre Cruïlla (cruce de caminos en catalán). Este festival trata de transmitir que se trata de más que un cruce: es un punto de encuentro de estilos musicales. 
Cruïlla Barcelona es el festival de verano en Barcelona, sin etiquetas musicales, con un cartel de estilos tan distintos como Ska, pop, hip-hop, reggae, folk, rock, world music, electrónica o rock americano. El público es muy importante, por eso se le invita a sugerir artistas antes de cerrar el cartel. También puede opinar y valorar el festival para mejorar en próximas ediciones. 
En este festival también existen espacios donde se realizan actividades tales como juegos, actuaciones de castellers, presencia de ONG (como Amnistía Internacional, Som Energia, Triodos Bank), Open Arms, zonas de restauración con Food trucks, etc.

## Ediciones y cartel
- 2008 (30 de agosto): Asian Dub Foundation, Le Peuple de l'Herbe, Tiken Jah Fakoly, Morodo, Amparanoia, Canteca de Macao, D'Callaos, Zuco 103, Reigbord, Always Drinking Marching Band y La Banda del Surdo.

- 29 de julio de 2009: La Pegatina, ElBicho, LaTroba Kung-Fú , La Mala Rodríguez & Refree , Gentleman & The Far East Band , Dub Inc.  Y Always Drinking Marching Band.

- 2010 (16-17 de julio): Ben Harper & Relentless7, Macaco, Love of Lesbian, The Wailers, Femi Kuti & The Positive Force, Xavier Rudd, Albert Pla y Los Sujetadores, Roger Mas, Vinicio Capossela, Jon Allen, The Pinker Tones, La Kinky Beat, Maria Coma, Maria Rodés, Los Seis Días, Taima Tesao y The Oldians. Muchachito Bombo Infierno, Alpha Blondy, Eli Paperboy Reed, Charlie Winston, D’Callaos, Terrakota, Kase.O & The Jazz Magnetism, Rap’susklei, Ebony Bones, Bandabardò, Daara J Family, Rupa & The April Fishes, At versaris & Asstrio, Dj Woody, Moyenei, Los Barrankillos, Balkatalan Experience y Dúmbala Canalla.

- 2011 (8-9 de Julio): Jack Johnson , Antonia Font, Lee Scratch Perry vs Max Romeo, Iron & Wine, Delafé Y Las Flores Azules, Fat Freddy's Drop, Agnes Obel, Maika Makovski, Celebrate Mama Afrika,  The Heavy, Very Pomelo, Paul Vallvé, La Iaia, Brujo y Beardyman.Madness, Public Enemy, Deus, Calle 13, Obint Pass, Retribution Gospel Choir, Aloborosie The Shengen Clan, Tokyo Ska Paradise Orchestra, Kenny Arkana, Buffetlibre Djs, Los Tiki Phantoms , Joan Colomo , Nacho Umbert Y La Compañía, Litoral e Ivette Nadal.

- 2012 (6-7 de julio): Iggy & The Stooges, La Pegatina, Gogol Bordello, Julieta Venegas, Amadou & Mariam, The Pepper Pots, Depedro, Nneka, Birdy Nam Nam, Parov Stelar Band, Lenacay, Gustavo Cordera, Los Tiki Phantoms, Transadelica, Prats, Guadalupe Plata. M.I.A., The Specials, Cypress Hill, 2manydjs, Linton Kwesi Johnson, Sharon Jones and the Dap Kings, Quimi Portet, Bigott, Arnaldo Antunes & Toumani Diabaté & Edgar Scandurra, Dub Inc, Las Migas, Clorofila & Los Mezcaleros de la Sierra, Za!, Mendetz, Astrio, Joana Serrat.

- 2013, We are Music (5-6 Julio): Suede, Rufus Wainwright, Cat Power, Wyclef Jean, James Morrison, Buraka Som Sistema, Standstill, Billy Bragg, WhoMadeWho, The Suicide of Western Culture, Pau Vallvé, Quart Primera, El Petit de Cal Eril, Toundra, Joan Colomo y Ramon Mirabet. Snoop Dogg, Morcheeba, Goran Bregovic Wedding & Funeral Orchestra, Fermin Muguruza Kontrakantxa, Tego Calderón, Trombone Shorty & Orleans Avenue, Tiken Jah Fakoly, Rokia Traoré, Nasti Mondays dj, Maïa Vidal, Els Catarres, Tiger Menja Zebra, Joan Dausà i Els Tipus d'Interès, Los Mambo Jambo, Esperit! y La banda del Surdo.

- 2014 (11-12-13 de julio): Damon Albarn, Band of Horses, Vetusta Morla, Calle 13, Violadores del verso, Angus & Julia Stone, Txarango, Tinariwen, Bongo Botrako, Nueva Vulcano, La M.O.D.A., Santos, Oques, Grasses, Sara Pi, Future Feat. Mikey General, Orchestra Fireluche, Exxasens. Macklemore & Ryan Lewis, Jack Johnson, Emir Kusturica & The No Smoking orchestra,Imelda May, John Butler Trio, The Selecter, Berri Txarrak, Valerie June, Jazzanova Live Feat. Paul Randolph, Skip & Die, Joan Dausà, Maria Rodés, Betunizer, Za!, Izah, Partido, Flamingo Tours, ZAZ, Blaumut.

- 2015 (10-12 de julio): FFS (Franz Ferdinand & Sparks),, Damian Marley, Of Monsters and Men, Capital Cities, The Cat Empire, Caravan Palace, O Rappa, Vintage Trouble, Xavier Rudd & The United Nations, Le Peuple de l'Herbe, Toundra, Mi Capitán, Carlos Sadness,

- 2016 (8-9-10 de julio): Robert PLant & The Sensational Space Shifters , Alabama Shakes, Damien Rice, Crystal Fighters, Rudimental, Skunk Anansie, Vetusta Morla, Bunbury, Fermin Muguruza & New Orleans Basque Orkestra, Love_of_Lesbian, Cat Power, Calexico, Digitalism, Bomba Estéreo, Esperanza Spalding, 091, Chambao, Elefantes, Adrià Puntí, Ana Tijoux, Snarky Puppy, Xoel López, Ramon Mirabet, Zoo, Animal.

- 2017 (7-8-9 de Julio): Jamiroquai, Pet Shop Boys, The Prodigy, Two Door Cinema Club, Die Antwoord, Ryan Adams, Little Steven ( Steven Van Zandt ) & The Disciples of Soul, The Lumineers, Residente (artista), Parov Stelar, Ani DiFranco, Txarango, Kase.O, Los Fabulosos Cadillacs, Youssou N'Dour, La Raíz (banda), Jain (cantante), Carlos Sadness, Dorian (banda), Neuman (banda), AronChupa, Enric Montefusco, Exquirla (Niño de Elche + Toundra), Patrice, Dellé, Nicola Cruz, Oques Grasses, Aspencat, Dorian Wood, Pau Vallvé, El petit de Cal Eril, Viva Suecia, Cala Vento, Luthea Salom, Tremenda Trementina.

- 2018 (12-13-14 de julio): Jack White, Prophets of Rage, N*E*R*D, Kygo, Justice, The Roots, David Byrne, Orbital, Damian Marley, Gilberto Gil, Ben Howard, LP, SOJA, Bunbury, IZAL, Lori Meyers, Bomba Estéreo, La Pegatina, Els Catarres, Albert Hammond Jr, Jessie Ware, Seasick Steve, Camille, Fatoumata Diawara, Joan Dausà, Ramon Mirabet, Blaumut, Belako, La M.O.D.A., Elefantes, The Last Internationale, Bugzy Malone, The New Raemon, Mi Capitán, Nudozurdo, Joe la Reina, Joana Serrat, Núria Graham, We The Lion, Urfabrique, Dj Questlove, La Fura dels Baus, Aquelarre de Cervera, ...

- 2019 (3-4-5-6 de julio): The Black Eyed Peas, Kylie Minogue, Foals, Bastille, Zaz, Vetusta Morla, Years & Years, Garbage, Love of Lesbian, Dorian, Gang of Youths, Michael Kiwanuka, Tiken Jah Fakoly, Berri Txarrak, Xoel López, Natos y Waor, Ayax y Prok, Lildami, Dj Amable son los primeros artistas confirmados.